# Secret Agent
Secret Agent is een film uit 1936 van regisseur Alfred Hitchcock. De film is gebaseerd op de roman Ashenden: Or the British Agent (1928) van schrijver William Somerset Maugham. De hoofdrollen worden vertolkt door Peter Lorre, John Gielgud en Madeleine Carroll.

## Verhaal
Edgar Brodie is een Britse schrijver. Hij neemt als soldaat deel aan de Eerste Wereldoorlog, waar hij volgens de buitenwereld sterft. Maar in werkelijkheid werkt Brodie als geheim agent voor de Britse inlichtingendienst. Van zijn baas (die de titel "R" draagt) krijgt hij een nieuwe identiteit (hij heet voortaan Richard Ashenden) en twee collega's: "The General" en "Elsa Carrington". The General is een koelbloedige moordenaar. Elsa doet zich dan weer voor als de echtgenote van Ashenden.
Samen moeten ze in Zwitserland op zoek gaan naar een Duitser. Ze hebben de opdracht gekregen om de man te vermoorden. Wanneer ze denken dat ze de juiste man gevonden hebben, vermoordt The General hem. Maar wanneer blijkt dat ze de verkeerde man vermoord hebben, trekken ze hun gevaarlijke missie in twijfel. Uiteindelijk komen ze de juiste Duitser op het spoor, maar Elsa probeert haar partners te overtuigen om de man niet te doden.

## Rolverdeling
| Acteur            | Personage                                                                   |
| ----------------- | --------------------------------------------------------------------------- |
| John Gielgud      | Edgar Brodie/Richard Ashenden                                               |
| Peter Lorre       | General Pompellio Montezuma De La Vilia De Conde De La Rue, aka The General |
| Madeleine Carroll | Elsa Carrington/Mrs. Ashenden                                               |
| Robert Young      | Robert Marvin                                                               |
| Charles Carson    | "R"                                                                         |
| Percy Marmont     | Mr. Caypor                                                                  |
| Florence Kahn     | Mrs. Caypor                                                                 |
| Lilli Palmer      | Lilli                                                                       |
| Michael Rennie    | legerkapitein                                                               |

## Achtergrond
- In deze film heeft het hoofd van de Britse inlichtingendienst als titel/naam een letter (in dit geval de letter "R"). Dit idee werd later overgenomen door schrijver Ian Fleming. In zijn boeken rond het personage James Bond heet het hoofd van de Britse inlichtingendienst "M".